# Агат Донской
Агат Донско́й — российская гибридная форма винограда, созданная во Всероссийском НИИ виноградарства и виноделия им. Я. И. Потапенко в г. Новочеркасске.
Создатели сорта: Потапенко Я. И.; Кострикин И. А.; Скрипникова А. С.; Майстренко Л. А.; Агапова С. И. Первоначальное название «Витязь». Столовый сорт винограда, относится к виду Vitis I.C.
Происходит от сортов Заря севера, 'Долорес', 'Русский ранний'. Получен путём скрещивания по комбинации (Заря севера х 'Долорес') х 'Русский Ранний'.
На государственном сортоиспытании с 1987 года. Год включения в реестр: 1992. Регионы допуска: Северо-Кавказский, Уральский.

## Описание
Виноград раннего срока созревания, 116—125 дней, сильнорослый (сила роста побега — 2,1-3,0 м.). Грозди крупные, конические, умеренно плотные, иногда рыхлые, средний вес 400—600 г. Ягоды крупные: длиной 22-44 мм, весом 4 — 6 г, округлые, с толстой тёмно-синей или темной красно-фиолетовой кожицей. Кожица плотная, но не грубая, мякоть мясистая. Побеги вызревают очень хорошо (от 2/3 до 6/7 общей длины).
Плодоносных побегов 75-80 %. Число гроздей на побег 1,3-1,5. Дегустационная оценка свежего винограда 7,7 балла (контрольный сорт Шасла белая — 7,3 балла). При хорошем уходе часто на зелёных побегах по три соцветия.
Урожайность высокая и стабильная. Склонен к перегрузке кустов урожаем. Сахаристость 13-15 %, кислотность сусла 6-7 г/л, содержание сахаров в сусле — 14-17 г/100 см³. Семена в ягоде полноценные, крупные, массой до 55 мг. Обязательно регулируют нагрузку кустов соцветиями и плодами.
При перегрузке срок созревания затягивается и качество плодов ухудшается. Нагрузка на куст 35-45 глазков, обрезка на 5-8 глазков.
Цветки у сорта Агат донской обоеполые. Паутинистое опушение верхушки молодого побега слабое, опушение между главными жилками нижней стороны молодого листа почти отсутствует. Паутинистое опушение нижней стороны сформировавшегося листа отсутствует или очень слабое. Пластинка сформировавшегося листа сердцевидная пятилопастная, имеет среднюю величину. Антоциановая окраска главных жилок нижней поверхности листа отсутствует или очень слабая. Профиль листа закрученный верх. Пузырчатость верхней поверхности пластинки средняя. Форма краевых зубчиков — обе стороны выпуклые, черешковой выемки — закрытая, верхних вырезок листа — открытая. Черешок короче срединной жилки листа.
Укореняемость черенков очень хорошая. Морозоустойчивость высокая — до −26°С. Агат донской имеет среднюю устойчивость к мильдью и серой гнили, но сильно повреждается осами. Транспортабельность хорошая.